# Souk El Ténine (Béjaïa)
Souk El Ténine (în arabă سوق الاثنين) este o comună din provincia Béjaïa, Algeria.
Populația comunei este de 14.045 de locuitori (2008).